# Mirabilis (botanica)
Mirabilis Riv. ex L., 1753 è un genere di piante appartenente alla famiglia Nyctaginaceae.
Una delle specie più famose è senza dubbio la bella di notte (Mirabilis jalapa).

## Tassonomia
Il genere comprende le seguenti specie:
- Mirabilis acuta (Reiche) Heimerl
- Mirabilis aggregata (Ortega) Cav.
- Mirabilis albida (Walter) Heimerl
- Mirabilis alipes (S.Watson) Pilz
- Mirabilis austrotexana B.L.Turner
- Mirabilis bracteosa (Griseb.) Heimerl
- Mirabilis campanulata Heimerl
- Mirabilis coccinea (Torr.) Benth. & Hook.f.
- Mirabilis × collina Shinners
- Mirabilis comata (Small) Standl.
- Mirabilis cordifolia (Kunze ex Choisy) Heimerl
- Mirabilis donahooiana Le Duc
- Mirabilis elegans (Choisy) Heimerl
- Mirabilis expansa (Ruiz & Pav.) Standl.
- Mirabilis exserta Brandegee
- Mirabilis gigantea (Standl.) Shinners
- Mirabilis glabra (S.Watson) Standl.
- Mirabilis glabrifolia (Ortega) I.M.Johnst.
- Mirabilis glutinosa Kuntze
- Mirabilis gracilis (Standl.) Le Duc
- Mirabilis grandiflora (Standl.) Standl.
- Mirabilis greenei S.Watson
- Mirabilis himalaica (Edgew.) Heimerl
- Mirabilis hintoniorum Le Duc
- Mirabilis intercedens Heimerl
- Mirabilis jalapa L.
- Mirabilis laevis (Benth.) Curran
- Mirabilis latifolia (A.Gray) Diggs, Lipscomb & O'Kennon
- Mirabilis linearis (Pursh) Heimerl
- Mirabilis longiflora L.
- Mirabilis longipes (Standl.) Standl.
- Mirabilis macfarlanei Constance & Rollins
- Mirabilis melanotricha (Standl.) Spellenb.
- Mirabilis muelleri Standl.
- Mirabilis multiflora (Torr.) A.Gray
- Mirabilis nesomii B.L.Turner
- Mirabilis nyctaginea (Michx.) MacMill.
- Mirabilis oaxacae Heimerl
- Mirabilis oligantha (Standl.) Standl.
- Mirabilis ovata (Ruiz & Pav.) Meigen
- Mirabilis oxybaphoides (A.Gray) A.Gray
- Mirabilis polonii Le Duc
- Mirabilis pringlei Weath.
- Mirabilis prostrata (Ruiz & Pav.) Heimerl
- Mirabilis pudica Barneby
- Mirabilis pulchella Standl. & Steyerm.
- Mirabilis rotundifolia (Greene) Standl.
- Mirabilis russellii Le Duc
- Mirabilis sanguinea Heimerl
- Mirabilis × serotina Shinners
- Mirabilis suffruticosa (Standl.) Standl.
- Mirabilis tenuiloba S.Watson
- Mirabilis texensis (J.M.Coult.) B.L.Turner
- Mirabilis triflora Benth.
- Mirabilis trollii Heimerl
- Mirabilis urbani Heimerl
- Mirabilis violacea (L.) Heimerl
- Mirabilis viscosa Cav.
- Mirabilis watsoniana Heimerl
- Mirabilis weberbaueri Heimerl